# Corno Bianco (Alpi Sarentine)
Il Corno Bianco (2.705 m s.l.m. - Penser Weißhorn oppure Sarntaler Weißhorn in tedesco) è una montagna delle Alpi Sarentine nelle Alpi Retiche orientali.